# Beverstone Castle
Beverston Castle, også kendt som Beverstone Castle eller Tetbury Castle, er en middelalderborg, der ligger i landsbyen Beverston, Gloucestershire, England. Ejendommen er en blanding af en herregård, forskellige små bygninger og et omfattende haveanlæg. Borgen blev grundlagt i 1229 af Maurice de Gaunt.
En stor del af borgen står som en ruin ifølge en rapport fra 2019, og den har været ubeboet siden 1600-tallet. Der står adskillige forskellige bygninger på de knap 3 km², heriblandt et større hus fra 1600-tallet.